# Gare de Skatval
La gare de Skatval est une gare ferroviaire de la ligne du Nordland, située sur la commune de Stjørdal dans le comté et région de Trøndelag.

## Situation ferroviaire
Etablie à 66 m d'altitude, la gare se situe à 41.90 km de Trondheim.

## Histoire

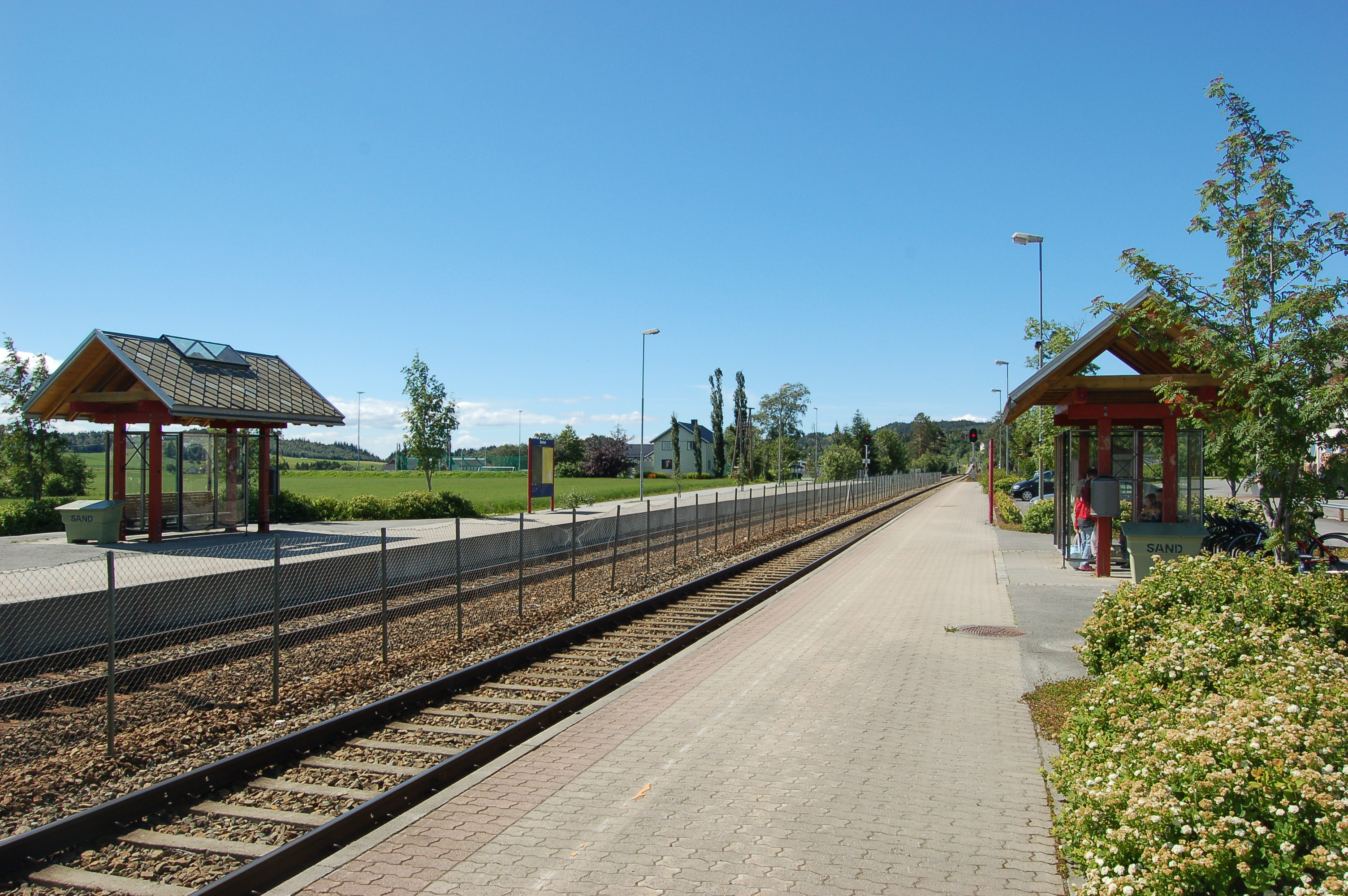
La nouvelle halte

La gare fut ouverte en 1902. Comme la plupart des gares construites à cette époque dans le comté de Nord-Trøndelag, elle est l'œuvre de Paul Due. Le bâtiment de la gare n'est plus utilisé aujourd'hui, la nouvelle halte se situe à une centaine de mètres de la gare. Le bâtiment fut utilisé un temps comme restaurant tandis que la hall de marchandise est utilisée aujourd'hui par un club de peinture.

## Service des voyageurs

### Accueil
Il n'y a pas de salle d'attente mais des aubettes sur les quais. 

### Desserte
La gare est desservie par la ligne locale reliant Lerkendal à Steinkjer et passant par Trondheim.

### Intermodalité
Il y a un parking d'une quinzaine de places et un parc à vélo.